# بوتلوة متوسطة
بوتلوة متوسطة (الاسم العلمي:Bouteloua media) هي نوع من النباتات يتبع جنس البوتلوة من الفصيلة النجيلية.